# Navan
Navan (an Uaimh en irlandés) es una ciudad de Irlanda, capital del condado de Meath.

## Economía
La principal fuente de ingresos viene de las extracciones de zinc de las minas de Tara. Tradicionalmente había vivido de la fabricación de alfombras y muebles, pero actualmente el sector se encuentra en decadencia.

## Historia
Navan fue fundada por el caudillo anglonormando Hugh de Lacy, quien consiguió el Señorío de Meath en 1172, y concedió la Baronía de Navan a uno de sus caballeros, Jocelyn de Angulo, quien construyó una fortificación que dio origen a la ciudad.

## Ciudades hermanadas
- Agordo, Italia
- Bobbio, Italia
- Broccostella, Italia